# احمد اسکندری
احمد بن علی اسکندری/سکندری (۱۸۷۵–۱۹۳۸) فقیه، ادیب و شاعر مصری بود. در زادگاهش اسکندریه دانش آموخت، سپس در الازهر و دارالعلوم قاهره ادامهٔ تحصیل داد. در آموزگاری مهارت یافت و از اعضای فرهنگستان زبان عربی قاهره برگزیده شد. تاریخ ادبیات زبان عربی پیش از اسلام اثر برجستهٔ اوست. کتابخانهٔ شخصی او به کتابخانهٔ دارالعلوم اهدا شد.